# Propiska

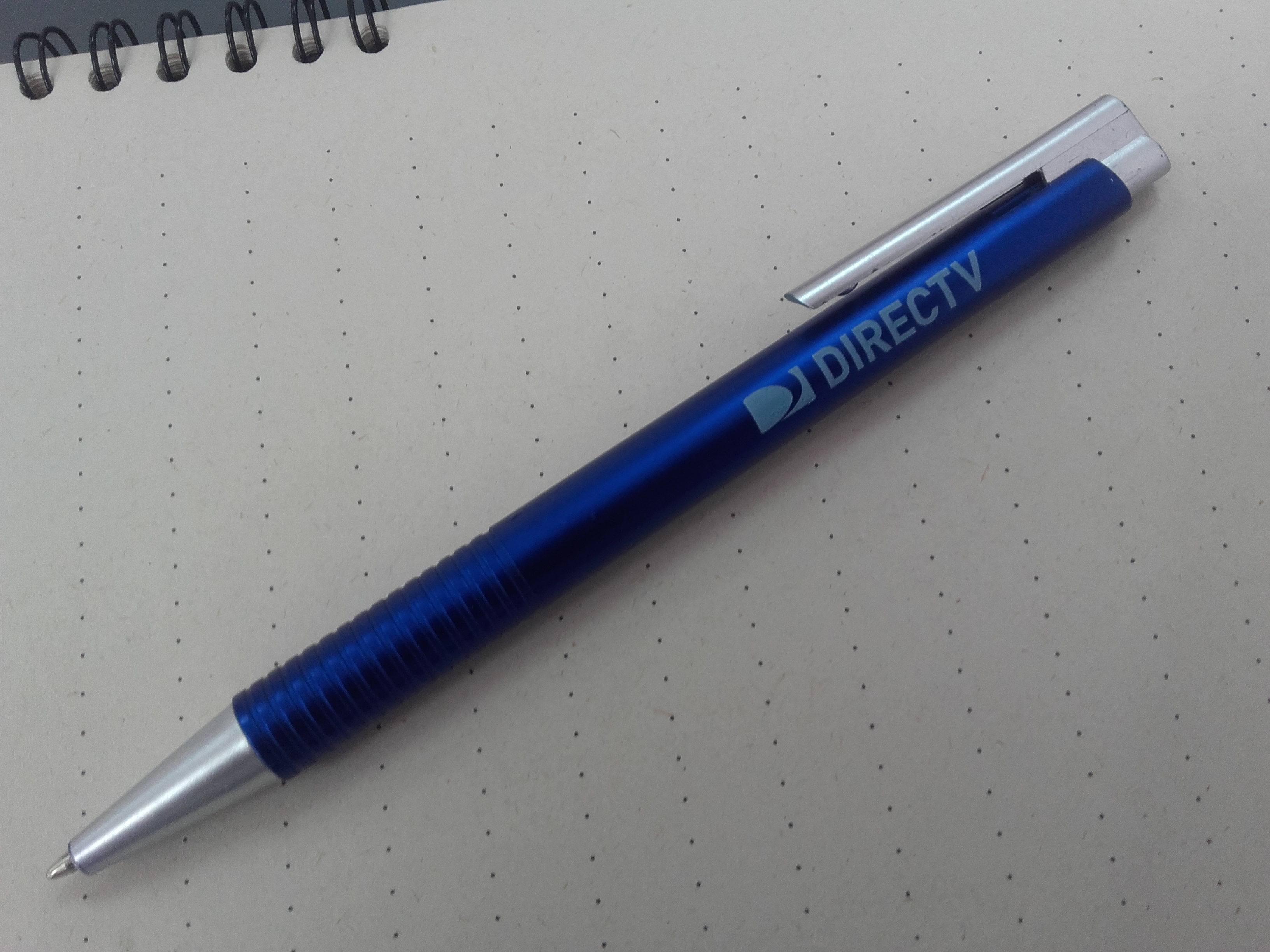
Běžná propiska

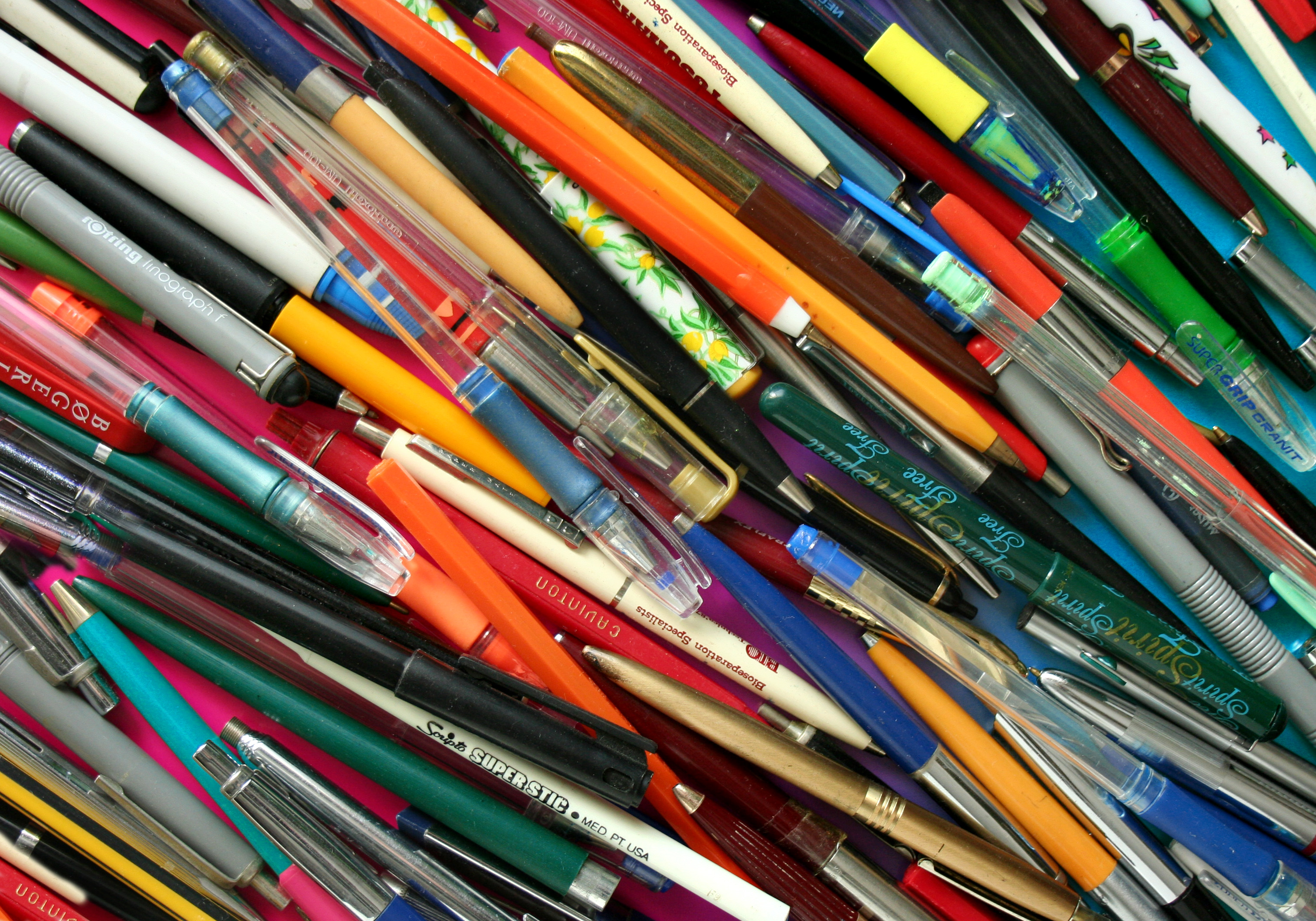
Různé typy propisek

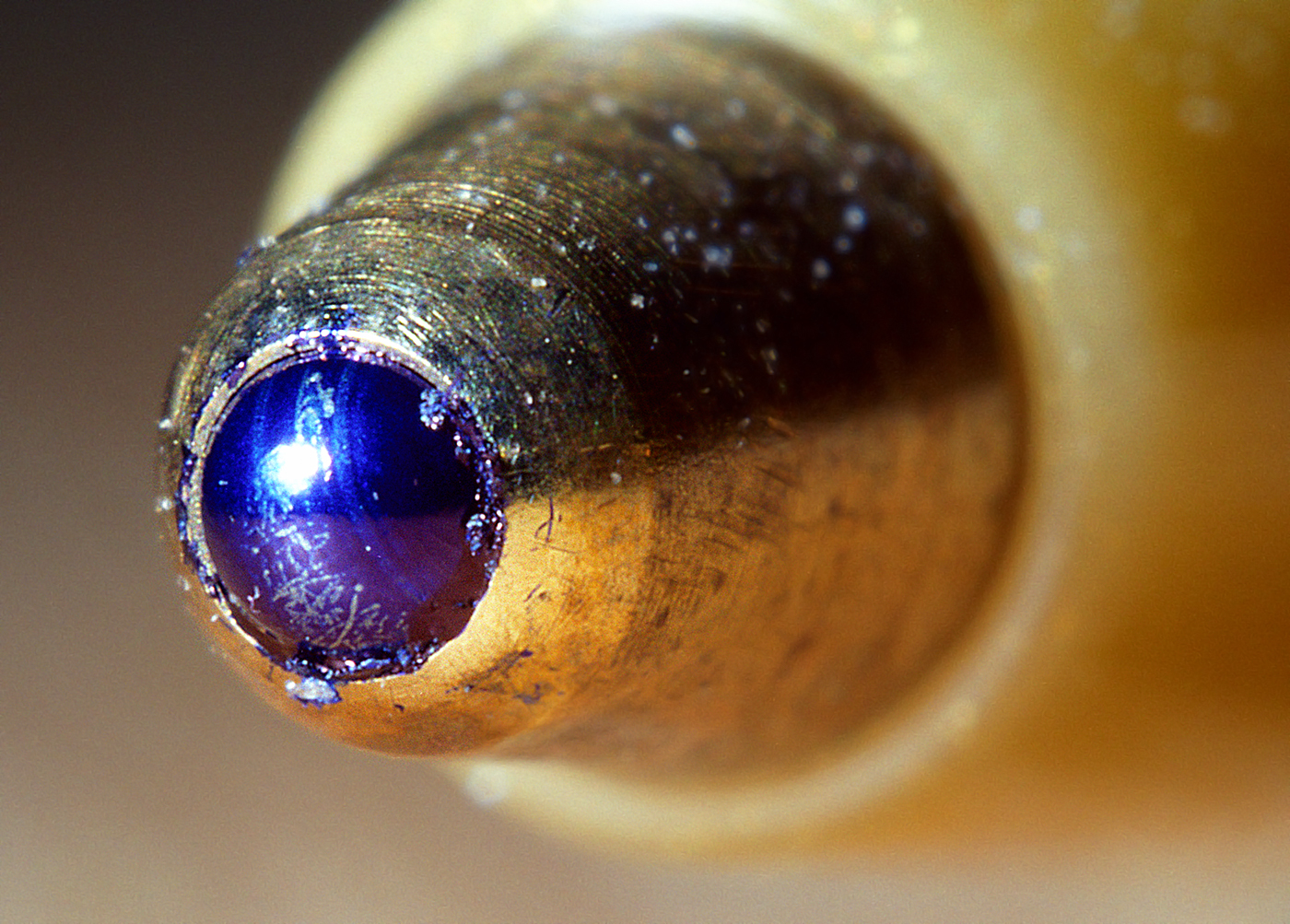
Detailní pohled na kuličkový mechanismus propisky

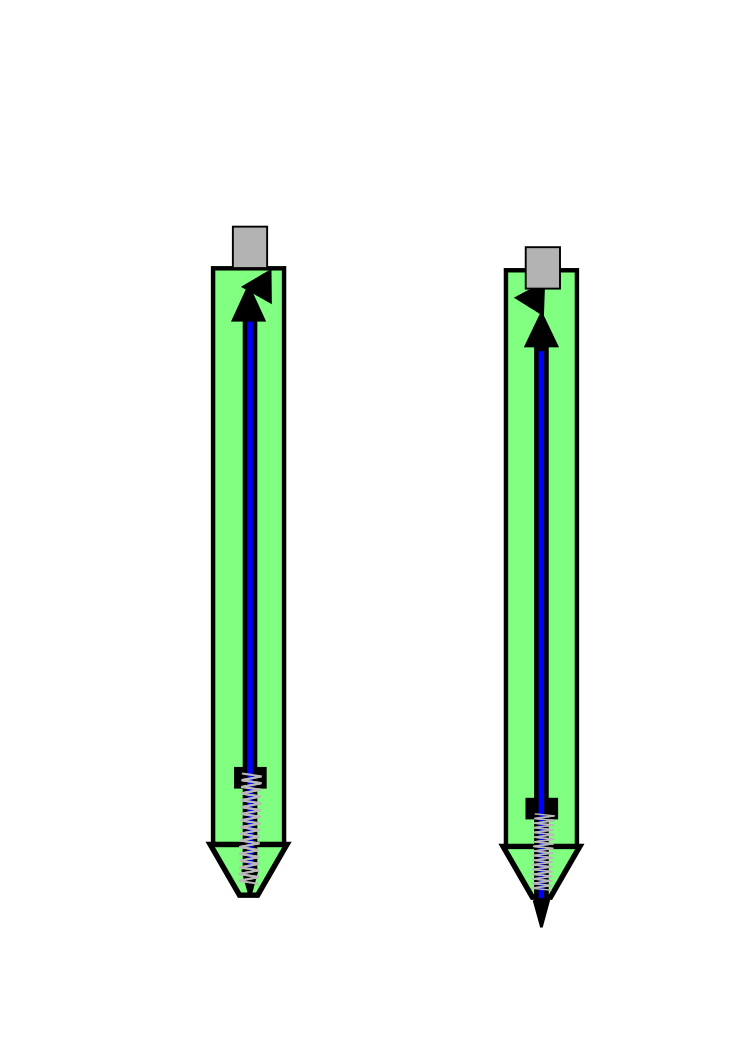
Zjednodušené schéma „cvakací“ propisky

Propiska, někdy též propisovačka, nářečně též průpiska či prupiska, spisovně propisovací tužka nebo kuličkové pero je běžně používaná psací potřeba. V pouzdru propisky je umístěna náplň s hrotem s otáčivou kovovou kuličkou, která při psaní na papír přenáší hustý rychloschnoucí inkoust z náplně. Používání propisek se rozšířilo po druhé světové válce na úkor plnicích per.
Na stejném principu funguje keramické pero neboli roller, který má kuličku keramickou a inkoust podobnější plnicímu peru.

## Etymologie
Slovo propiska souvisí s jejím využití pro propisování, psaní přes kopírovací papír, kdy se na propisku dá tlačit, a ta tak zanechává čitelnou kopii – průpis. V době zavádění propisek nebylo dostupné snadné pořizování kopií pomocí fotokopírky. K propisování nebyla vhodná plnicí pera s choulostivým hrotem, která byla v době nástupu propisek rozšířená jako hlavní psací potřeba zanechávající trvalý (nevygumovatelný) záznam. K tvorbě více kopií kopírákem se před nástupem propisek musela používat obyčejná tužka nebo inkoustová (kopírovací či snímací, sliněná) tužka, používalo se i plnicí pero se skleněnou špičkou. 
Údajně se označení v 50. letech 20. století nejprve objevilo v podobě „průpiska“ (též se jí říkalo „věčné pero“), a teprve později převážila forma „propiska“ či „propisovačka“. Slovo „průpiska“ má též krácenou variantu „prupiska“. Forma „průpiska“ zaujala jako nářeční prvek spjatý s Moravou například u spisovatelky Lenky Procházkové, která pochází z Olomouce. V internetové anketě v listopadu 2008 na webu ankety.stylove.com se k podobě „propiska“ přihlásilo 74 %, k podobě „prupiska“ 11 % a k podobě „průpiska“ 9 % z 376 hlasujících.

## Historie
Princip kuličkového pera objevil koncem 19. století Američan John Loud, který ho používal pro značení kůže.
Poprvé byla propiska sestavena novinářem maďarského původu jménem László Bíró, který pracoval jako editor v malé redakci. V práci byl často nucen využívat tužky, které často špinily papír a lámaly se. Rozhodl se tudíž, že vytvoří novou psací potřebu, která by vycházela z použité tuše u tiskařských strojů. Během své práce se spojil se svým bratrem Györgym, který pracoval jako chemik. Společně došli k závěru, že nový druh psací potřeby by měl obsahovat kuličku, která se při doteku s papírem začne otáčet, odebírat náplň ze zásobníku a přenášet na plochu. 
Rozhodující pro úspěch ale byla psací náplň, která se lišila od jiných řešení s inkoustem. Inkoust totiž zasychal nebo naopak vytékal a tvořil kaňky. Biró vyrobil směs, která byla hustá a rychle schnoucí, s podobným složením jako tiskařský inkoust.
K vynálezu Bira inspirovala dětská hra kuličky, poté co si všiml, že kulička za sebou po projetí kaluží nechala stopu.
První prototyp měl Biró hotový již v roce 1931, britský patent na svůj nový vynález obdržel až 15. června 1938. Další patent získal 10. června 1943 v argentinském exilu, kam musel z Maďarska uprchnout kvůli svému židovskému původu.
Byla to do značné míry druhá světová válka, která měla velký podíl na úspěchu a rozšíření nového vynálezu. Oblíbili si to totiž britští piloti RAF, kteří propisky začali používat k psaní leteckých deníků a dalších záznamů během letu. Propiska byla v tomto ohledu mnohem praktičtější než do té doby používaná plnicí pera.[zdroj?]

### Jiné řešení
Biró nebyl jediný s podobným nápadem. V červnu 1935 si v Československu nechal patentovat pero s kuličkou ve hrotu pražský inženýr Václav Klimeš. Vlastní pero však mělo komplikovanější technické řešení, než dnešní propisky – obsahovalo píst s mechanismem pro udržování stálého tlaku v nádrži. Z popisu patentu vyplývá, že se jednalo o pero, které psalo inkoustem.